# Umuahia South
Umuahia South es una localidad del estado de Abia, en Nigeria, con una población estimada en marzo de 2016 de 182 200 habitantes.
Se encuentra ubicada al sureste del país, en la zona del delta del Níger, junto al golfo de Guinea.